# 堇 (柚子单曲)
《菫》是日本二人组合柚子的第18张单曲，又译作《紫罗兰》。2003年2月26日由其所属公司Senha&Company发售。